# Avis de recherche (émission de télévision)
Pour les articles homonymes, voir Avis de recherche.
Avis de recherche est une émission de télévision française, présentée par Patrick Sabatier sur TF1 du 15 juillet 1980 au 26 novembre 1982 depuis la Maison de la Radio à Paris, puis du 5 septembre 1988 au 22 juin 1990 depuis les Studios de Billancourt à Boulogne-Billancourt. Le principe de l'émission consiste à inviter une célébrité et à lui faire rencontrer d'anciens amis, le plus souvent des camarades de lycée.
En 1990, diffusée le vendredi soir, l'émission rassemblait régulièrement entre 40 et 50 % de part de marché.
Dans un de leurs sketchs télévisés, Les Inconnus en ont fait une parodie dont la comédienne Denise Grey est censée être l'invitée.
Le lundi 19 mars 2018, Patrick Sabatier annonce en direct dans Touche pas à mon poste ! le retour de l’émission en septembre 2018 pour un prime exceptionnel sur C8 avec pour invité Cyril Hanouna, finalement diffusé le 16 janvier 2019.